# آلبرت هاتون
آلبرت هاتون (انگلیسی: Albert Hatton؛ 1879 – ۱۹۶۳ (۸۳−۸۴ سال)) بازیکن فوتبال بود.
از باشگاه‌هایی که در آن بازی کرده‌است می‌توان به باشگاه فوتبال کریستال پالاس و باشگاه فوتبال گریمزبی تاون اشاره کرد.